# مالات ديهيدروجيناز

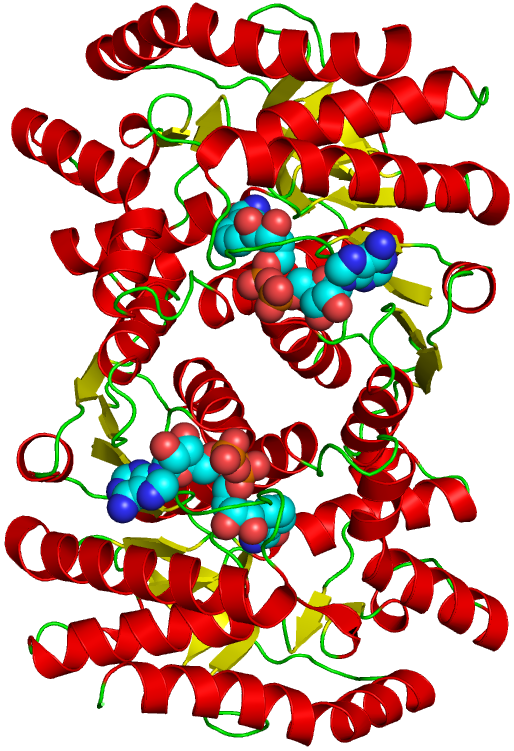

نازعة المالات أو مالات ديهيدروجيناز ((بالإنجليزية: Malate dehydrogenase)‏)هو انزيم يحفز العملية العكسية لل أكسدة من مالات إلى أكسالوأسيتات باستخدام اختزال NAD+ إلى NADH. هذا التفاعل هو جزء من العديد من المسارات الأيضية، بما في ذلك دورة حمض الستريك . مالات أخرى dehydrogenases ، التي لديها أرقام EC الأخرى وتحفز التفاعلات الأخرى المؤكسدة مالات، لها أسماء المؤهلين مثل (NADP +)نازعة المالات .
ونازعة المالات تشارك أيضا في استحداث السكر ، والتوليف من الجلوكوز من جزيئات أصغر. وهو تصرف البيروفات في الميتوكوندريا عليها كربوكسيلاز البيروفات لتشكيل أكسالوأسيتات، وهي دورة حامض الستريك الوسيط من أجل الحصول على أوكسالوآسيتات من الميتوكوندريا، نازعة المالات يقلل إلى مالات، وبعد ذلك يخترق غشاء الميتوكوندريا الداخلي. مرة واحدة في العصارة الخلوية، ويتأكسد في مالات العودة إلى أكسالوأسيتات بواسطة عصاري خلوي نازعة المالات . وأخيرا، كربوكسي كيناز الفسفوإينول (PEPCK) يحول أكسالوأسيتات إلى الفسفوإينول (PEP).

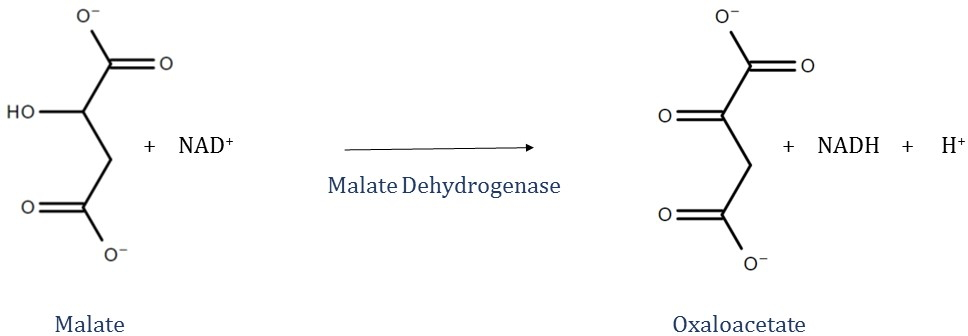
تفاعل عام يُظهر أكسدة مالات نازعة الهيدروجين المحفزة للمالات من خلال اختزال NAD ^{ + }.

## وصلات خارجية
- Malate+dehydrogenase في المكتبة الوطنية الأمريكية للطب نظام فهرسة المواضيع الطبية (MeSH).